# Keep the Faith: The Videos
Keep the Faith: The Videos è una raccolta di videoclip dei Bon Jovi, pubblicata a inizio 1994. La registrazione contiene tutti i video prodotti per l'album Keep the Faith, a eccezione di quello di Dry County, questo a causa del fatto che clip e singolo del brano furono prodotti poco dopo la messa in vendita di Keep the Faith: The Videos (tale video fu successivamente inserito nella registrazione Cross Road: The Videos dello stesso anno). Inoltre, sono presenti alcune interviste al personale del gruppo, i vari dietro le quinte, e un video esclusivo della canzone If I Was Your Mother, non estratta come singolo dal disco.

## Tracce
1. Keep the Faith (Jon Bon Jovi, Richie Sambora, Desmond Child)
2. Bed of Roses (Bon Jovi)
3. In These Arms (Bon Jovi, Sambora, David Bryan)
4. If I Was Your Mother (Bon Jovi, Sambora)
5. I'll Sleep When I'm Dead (Bon Jovi, Sambora, Child)
6. I Believe – (Bon Jovi)
7. I Wish Everyday Could Be Like Christmas (Bon Jovi)
8. Cama De Rosas (Versione in lingua spagnola di Bed of Roses)
9. Ballad of Youth (Sambora, Tom Marolda)
10. Dyin' Ain't Much of a Livin' (Bon Jovi)
11. I'll Sleep When I'm Dead (Versione acustica)

## Formazione
- Jon Bon Jovi - voce, chitarra
- Richie Sambora - chitarra solista, seconda voce
- David Bryan - tastiere, seconda voce
- Alec John Such - basso, seconda voce
- Tico Torres - batteria, percussioni